# Canelas (Estarreja)
Canelas é uma localidade portuguesa do Município de Estarreja que foi sede da extinta Freguesia de Canelas, freguesia que tinha 10,67 km² de área e 1 438 habitantes (2011), e, por isso, uma densidade populacional de 134,8 hab/km².
A Freguesia de Canelas foi extinta em 2013, no âmbito de uma reforma administrativa nacional, para, em conjunto com a Freguesia de Fermelã, formar uma nova freguesia denominada União das Freguesias de Canelas e Fermelã da qual é a sede.
Pertenceu ao extinto concelho de Angeja e, a partir da extinção deste em 31 de Dezembro de 1853, passou a pertencer ao concelho (atual município) de Estarreja.

## População
| População da freguesia de Canelas (1864 – 2011) | População da freguesia de Canelas (1864 – 2011) | População da freguesia de Canelas (1864 – 2011) | População da freguesia de Canelas (1864 – 2011) | População da freguesia de Canelas (1864 – 2011) | População da freguesia de Canelas (1864 – 2011) | População da freguesia de Canelas (1864 – 2011) | População da freguesia de Canelas (1864 – 2011) | População da freguesia de Canelas (1864 – 2011) | População da freguesia de Canelas (1864 – 2011) | População da freguesia de Canelas (1864 – 2011) | População da freguesia de Canelas (1864 – 2011) | População da freguesia de Canelas (1864 – 2011) | População da freguesia de Canelas (1864 – 2011) | População da freguesia de Canelas (1864 – 2011) |
| ----------------------------------------------- | ----------------------------------------------- | ----------------------------------------------- | ----------------------------------------------- | ----------------------------------------------- | ----------------------------------------------- | ----------------------------------------------- | ----------------------------------------------- | ----------------------------------------------- | ----------------------------------------------- | ----------------------------------------------- | ----------------------------------------------- | ----------------------------------------------- | ----------------------------------------------- | ----------------------------------------------- |
| 1864                                            | 1878                                            | 1890                                            | 1900                                            | 1911                                            | 1920                                            | 1930                                            | 1940                                            | 1950                                            | 1960                                            | 1970                                            | 1981                                            | 1991                                            | 2001                                            | 2011                                            |
| 1.409                                           | 1.564                                           | 1.528                                           | 1.571                                           | 1.609                                           | 1.614                                           | 1.617                                           | 1.603                                           | 1.547                                           | 1.412                                           | 1.302                                           | 1.499                                           | 1.498                                           | 1.486                                           | 1.438                                           |

## Património
- Igreja Paroquial de São Tomé, que foi inteiramente reformada no séc. XIX, mas com aproveitamento do antigo, apresenta hoje um carácter comum, de vaga inspiração nos modelos finais do século precedente.
- Capela de Santo António (Canelas) que é um edifício do século passado que substitui um bastante modesto e inaugurada em 1898.
- Capela do Calvário (Canelas) que é um edifício de feição setecentista. A capela é de construção simples do séc. XV.
- Quinta da Fonte, que é constituída por uma casa setecentista com capela tendo sido restaurada em 1985. Esta casa brasonada foi propriedade da família Figueiredo e Carvalho, tendo recebido as armas que ostenta em cima da porta principal, o canelense António José de Figueiredo e Carvalho, Capitão de Ordenanças e Monteiro-Mor na Vila de Pinheiro da Bemposta.
- Capela da Senhora da Saúde
- Várias casas nobres, nomeadamente a do Calvário, da Senhora das Dores e do Espinhal
- Esteiro de Canelas
- Núcleo de moinhos de água

## Canelenses ilustres
- Foi em Canelas onde nasceu Francisco Joaquim Bingre no dia 9 de Junho de 1763, filho de pai português e de mãe austríaca. Foi uma das personalidades nascidas em Canelas de maior destaque e relevância na cultura portuguesa. Dentro da sua obra destaca-se a produção de inúmeras obras que incluem 1400 Sonetos, Odes, Epistolas, Edílios, Cançonetas, Epígrafes, Sátiras, Madrigais, Farsas, Canções, Elegias, Poemetos e Fábulas.
- Engenheiro André Rego (1920-1993)
- Manuel de Andrade, professor catedrático de Direito na Universidade de Coimbra, jurista e político (11 de Novembro de 1899 - 19 de outubro de 1958).
- Pedro Sá de Almeida, Advogado (1972-)